# لیوبیشا اسپاییچ
لیوبیشا اسپاییچ (انگلیسی: Ljubiša Spajić؛ ۷ مارس ۱۹۲۶ – ۲۸ مارس ۲۰۰۴) بازیکن و مربی فوتبال اهل یوگسلاوی بود.
از باشگاه‌هایی که در آن بازی کرده‌است می‌توان به باشگاه فوتبال ستاره سرخ بلگراد اشاره کرد.
وی همچنین در تیم ملی فوتبال یوگسلاوی بازی کرده‌است.
وی در مسابقات کشوری و بین‌المللی در مجموع برندهٔ ۱ مدال نقره شده‌است.